# Jaakko Jalas
Arvo Jaakko Juhani Jalas (Hämeenlinna, 7 de Maio de 1920 — Helsínquia, 1 de Dezembro de 1999), mais conhecido por Jaakko Jalas, foi um botânico finlandês, professor emérito da Universidade de Helsínquia, que se notabilizou pelos seus estudos sobre a flora da Fenoscândia.

## Biografia
Iniciou os seus estudos universitários em 1938, um ano antes do desencadear da Guerra Russo-Finlandesa, durante a qual foi mobilizado para a frente de combate. Depois de ter milagrosamente sobrevivido, participou na segunda guerra contra os russos, entre 1941 e 1944. Apesar disso, nesse período, realizou expedições botânicas no território da Carélia, hoje República da Carélia da Federação Russa.
Terminada a guerra, doutorou-se em Botânica no ano de 1950, com uma dissertação intitulada "Zur Kausalanalyse der Verbreitung einiger nordischen Os- und Sandpflanzen", sobre a distribuição, ecologia e sociologia das plantas das zonas arenosas do norte da Europa. A partir de 1961 passou a trabalhar na Universidade de Helsínquia como professor assistente de Botânica, funções que manteve até 1971. Neste último ano foi promovido a professor pessoal extraordinário (professor associado) e em 1976 sucedeu a Aarno Kalela no cargo de professor catedrático de Botânica. Aposentou-se em 1984, sendo sucedido no cargo, em 1986, por Timo Koponen. Quando se sposentou foi nomeado professor emérito de Botânica da Universidade de Helsínquia. Entre 1978 e 1983 foi o director do Departmento de Botânica, do Jardim Botânico e do Museu Botânico da sua universidade.
No seu trabalho de investigação, interessou-se pela taxonomia e distribuição geográfica das plantas, tendo liderado diversos projectos de cartografia da distribuição das espécies vegetais na Europa, nomeadamente a compilação e elaboração do atlas da flora europeia (Atlas Florae Europaeae). Outro campo de interesse foi a botânica económica e a flora da Fenoscândia, tendo contribuído em muito para o conhecimento da flora finlandesa.
Também se interessou pelo estudo das Caryophyllaceae e do género Thymus, matéria que ocupou um longo período da sua vida profissional. Os seus estudos sobre Thymus mantêm-se como obra de referência na matéria.

## Principais publicações
- 1976. Kutsu kuulemaan
- 1949. Tellima grandiflora (Pursh) Dougl. found naturalized in Finland
- 1948. Eastern forms of Thymus pulegioides Linn. in the Flora of Fennoscandia.

### Monografias
- timo Koponen, jaakko Jalas, aulikki Salmia. 2002. Ekonominen kasvitiede. Volumen 181 de Helsingin yliopiston kasvitieteen monisteita. 134 pp. ISBN 9521005211
- 1999. Resedaceae to Platanaceae. Volumen 12 de Atlas florae Europaeae. Ed. Committee for Mapping the Flora of Europe, Societas Biologica Fennica Vanamo. 250 pp.
- 1988. Atlas Florae Europaeae: Distribution of vascular plants in Europe. III. Caryophyllaceae (Alsinoideae and Paronychioideae) 7. Caryophyllaceae (Silenoideae), Volumen 6. Ed. Juha Suominen & Cambridge University Press. 237 pp. ISBN 0521342724
- 1983. Caryophyllaceae (Alsinoideae and Paronychioideae). Volumen 6 de Atlas Florae Europaeae: Distribution of Vascular Plants in Europe. Ed. Juha Suominen & Committee for Mapping the Flora of Europe. 176 pp. ISBN	951910805X
- 1979. Polygonaceae. Ed. Committee for Mapping the Flora of Europe. 71 pp.
- 1972. Atlas Florae Europaeae: distribution of vascular plants in Europe. 1: Pteriophyta (Psilotaceae to Azollaceae). Ed. Akateeminen Kirjakaupa. 121 pp.
- --------------, pirjo rae Raitanen. 1962. Populationsstudien an Melempyrum pratense L. in Finnland: II. Die Variation im Lichte des Herbariummaterials im Botanischen Museum der Universität Helsinki. Volumen 34, Nº 1 de Annales Botanici Societatis Zoologicæ Botanicæ Fennicæ "Vanamo". 21 pp.
- --------------, viking Nyström. 1962. 100 huonekasvia. Ed. Helsingissä Kustannusokakeyhtiö Otava. 238 pp.
- 1953. Rokua suunnitellun kansallispuiston kasvillisuus ja kasvisto. Volumen 81 de Silva fennica. Ed. Suomen Metsätieteellinen Seura. 97 pp.
- agnes Wernstedt, bertel Widén, Carl Wilhelm Cedercreutz, hans Luther, ib Holm-Jensen, jaakko Jalas, veijo Wartiovaara. 1944. The permeability of Tolypellopsis cells for heavy water and methyl alcohol. Acta botanica Fennica. Ed. Tilgmann. 21 pp.